# Debian GNU/OpenBSD
Debian GNU/OpenBSD byl port operačního systému Debian na bázi jádra OpenBSD. Nový operační systém měl zahrnovat standardní nástroje specifické pro Debian:
- APT (Advanced Packaging Tool)
- dpkg
- GNU uživatelské nástroje a aplikace

## Historie
Proč vzniknul port Debian GNU/OpenBSD:
- Cílem vývojářů bylo vyvinout bezpečný operační systém, který by byl vysoce modulární a udržovatelný. Z tohoto důvodu se rozhodli vývojáři použít jádro OpenBSD a GNU nástroje. Očekávalo se, že tento port nabídne dramaticky zvýšenou bezpečnost, než jakou v té době nabízel operační systém Linux.
- Zkušenosti získané z přenesení Debianu na jádro OpenBSD byly použíty při přenášení Debianu na jiná jádra (například FreeBSD a NetBSD).
- Na rozdíl od projektů, jako je Fink nebo Debian GNU/w32, nabízel port Debian GNU/OpenBSD plnohodnotné prostředí typu Unix.

## Komponenty
Základní systémové komponenty obsahovaly GNU Compiler Collection (GCC), GNU C Library (glibc) a GNU Core Utilities (coreutils), ale také GNU Debugger (GDB), GNU binutils (binutils), Bash (příkazový shell) a GNOME Desktopové prostředí. Port měl být k dispozici pro procesorové platformu Intel (openbsd-i386). Port nebyl nikdy uvolněn a následně byl jeho vývoj opuštěn.

## Vývojáři
Na vývoji portu Debian GNU/OpenBSD se podílel zejména Andreas Schuldei (openbsd-i386 port).

## Dodatek k portu Debian GNU/NetBSD
Obdobný osud, jako port Debian GNU/OpenBSD, potkal i port Debian GNU/NetBSD na bázi jádra NetBSD (netbsd-i386 / netbsd-alpha). I tento projekt byl vývojáři nakonec opuštěn a vývoj portu Debian GNU/NetBSD byl ukončen.

## Porty na jiná jádra
- Debian GNU/Linux – port na jádro Linux
- Debian GNU/kFreeBSD – port na jádro FreeBSD
- Debian GNU/Hurd – port na jádro GNU Hurd
- Debian GNU/NetBSD – port na jádro NetBSD
- Debian GNU/w32 (nebo také Debian GNU/Win32) – port do POSIX prostředí Cygwin pro Microsoft Windows
- Debian GNU/MinGW – port s využitím vývojového prostředí MinGW (Minimalist GNU for Windows) pro Microsoft Windows
- Debian GNU/POSIX-2 – port s využitím vývojového prostředí POSIX/2 pro IBM OS/2
- Debian GNU/FreeDOS (nebo také Debian GNU/DJGPP) – port na jádro FreeDOS
- Debian GNU/Plan9 (nebo také Debian GNU/9front) – port na jádro Plan9
- Debian GNU/Beowulf – port na Beowulf cluster
- Debian GNU/OpenSolaris (nebo také Nexenta OS) – port na jádro OpenSolaris